# جامع ولدي يانيتش
مسجد ولدي يانيتش (بالتركية: Veled-i Yaniç Camiii)‏ هو مسجد عثماني. يقع المسجد في مدينة بورصة ولا يزال قائماً حتى الآن. ووفقا للنقش الموجود فوق المدخل، فأن هذا المسجد تم بناؤه في يوليو 1440 بواسطة محمود شلبي. وقد صُنف المسجد تحت عنوان العمارة العثمانية المبكرة.

## البناء

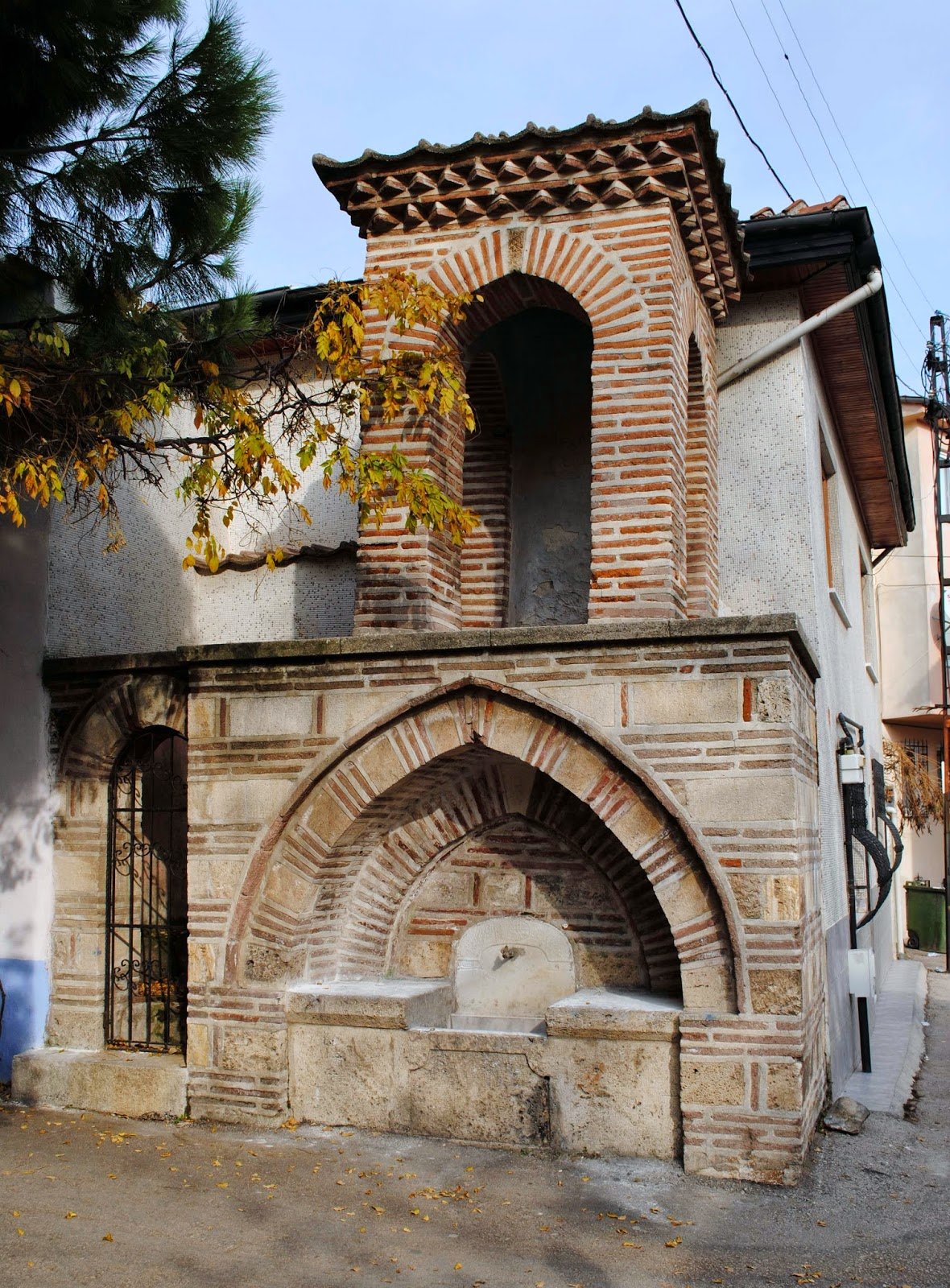
مئذنة المسجد

يأخذ المسجد الشكل المربع وهو مغطى بقبة مثمنة الشكل. وللمسجد مئذنة مثيرة للاهتمام حيث تشبه جرس الكنيسة. ولا يوجد مثال على هذا النوع من المآذن في مساجد أخرى. وهذا السؤال لم تتم الإجابة عليه بعد. المئذنة التي يمكن الصعود إليها بسلم من خمس درجات تقع على بعد حوالي 10 أمتار خارج المسجد وقد أقيمت على نافورة قرب مدخل المسجد.
كان (ولدي يانيتش) صوفيا واسمه الحقيقي هو محمود. وكان والده حاجي خير الدين بن يانيتش، يعمل في خدمة الدولة في عهد مراد الأول وبايزيد الأول. كان واحدا من قادة الدولة العثمانية، كما أنه شارك في معركة أنقرة. وتوفي على الأرجح في عقد 1450. وقيل إنه دفن في باحة المسجد الذي يحمل اسمه.

## معرض صور

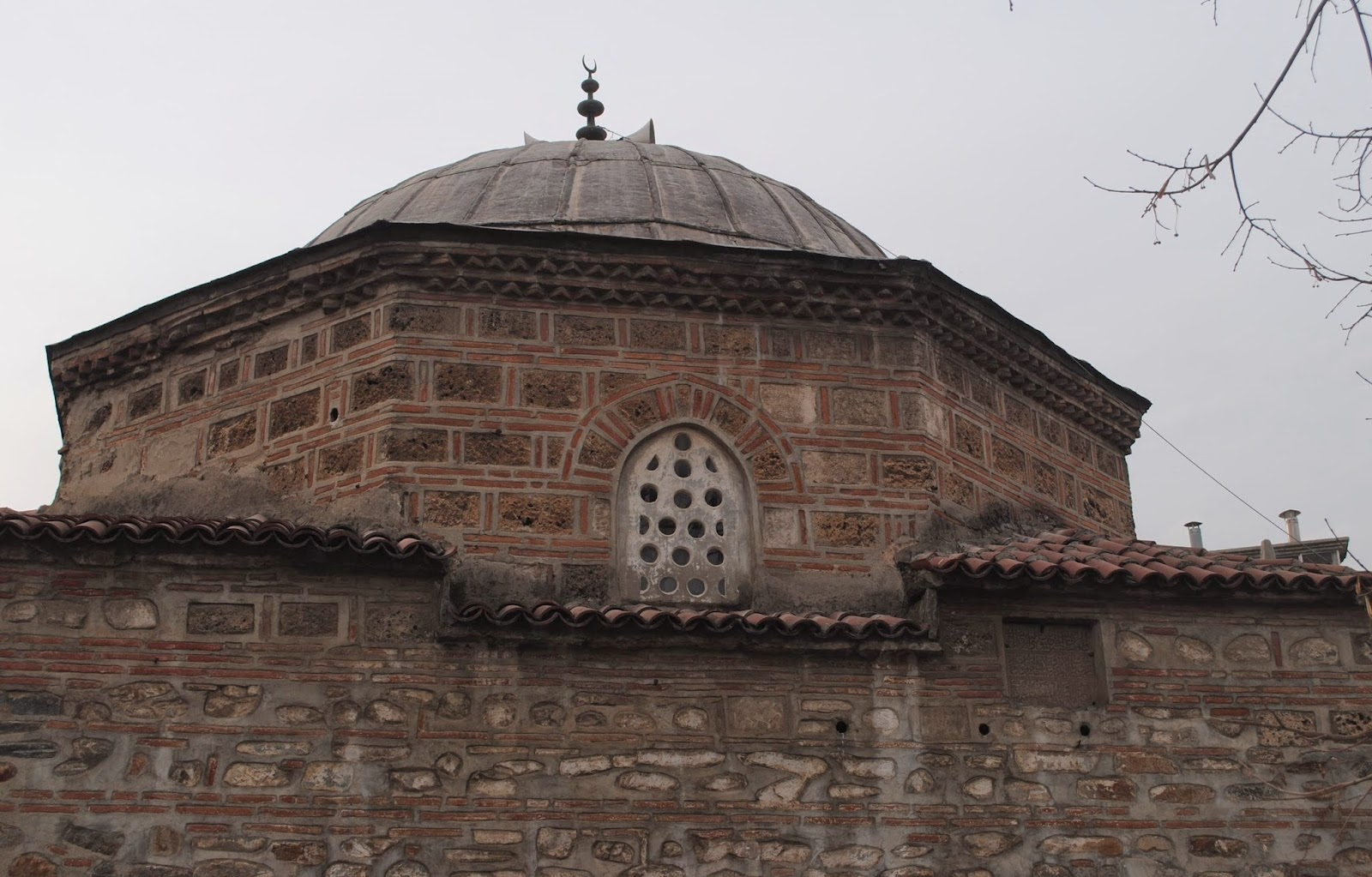
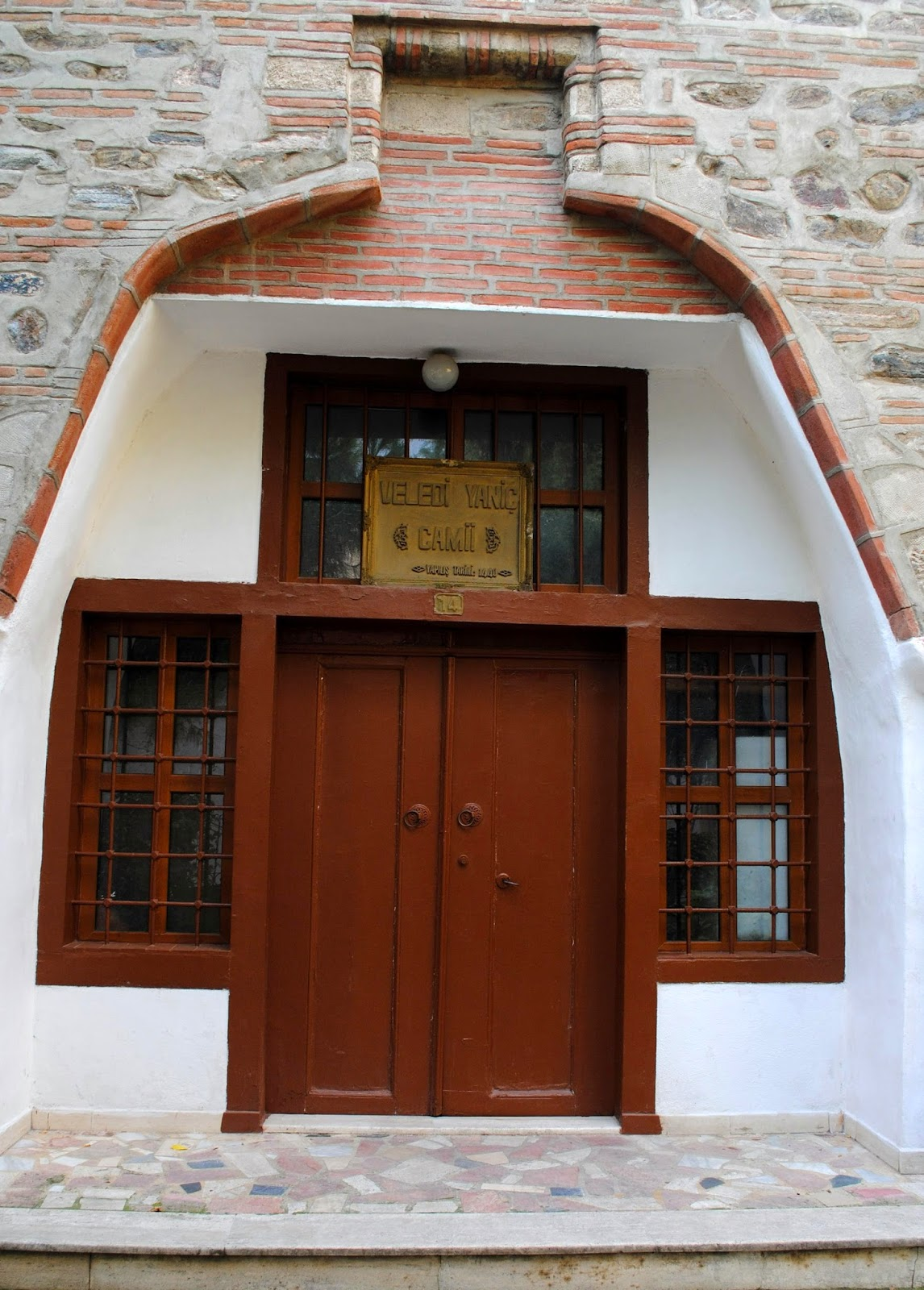
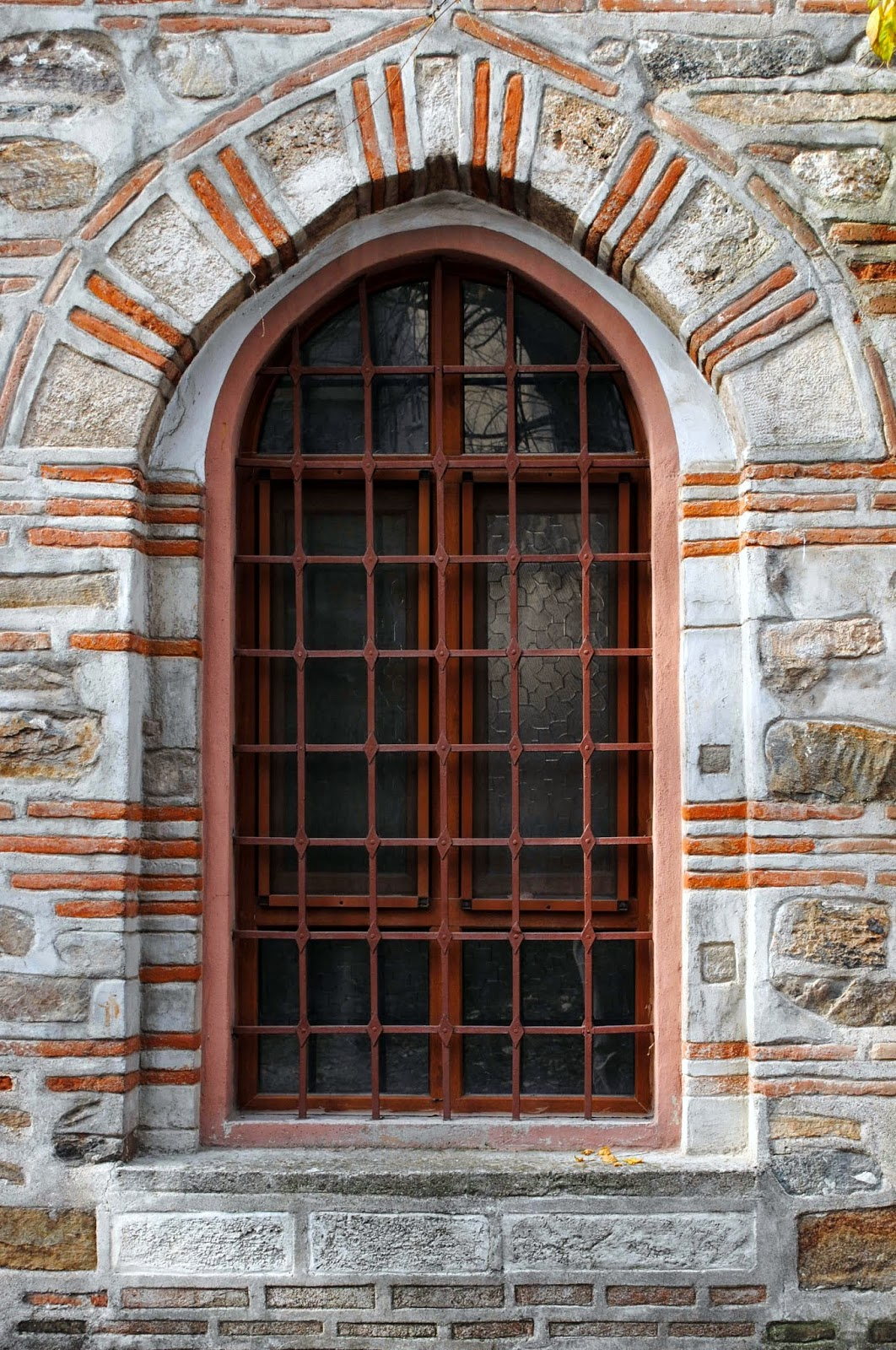
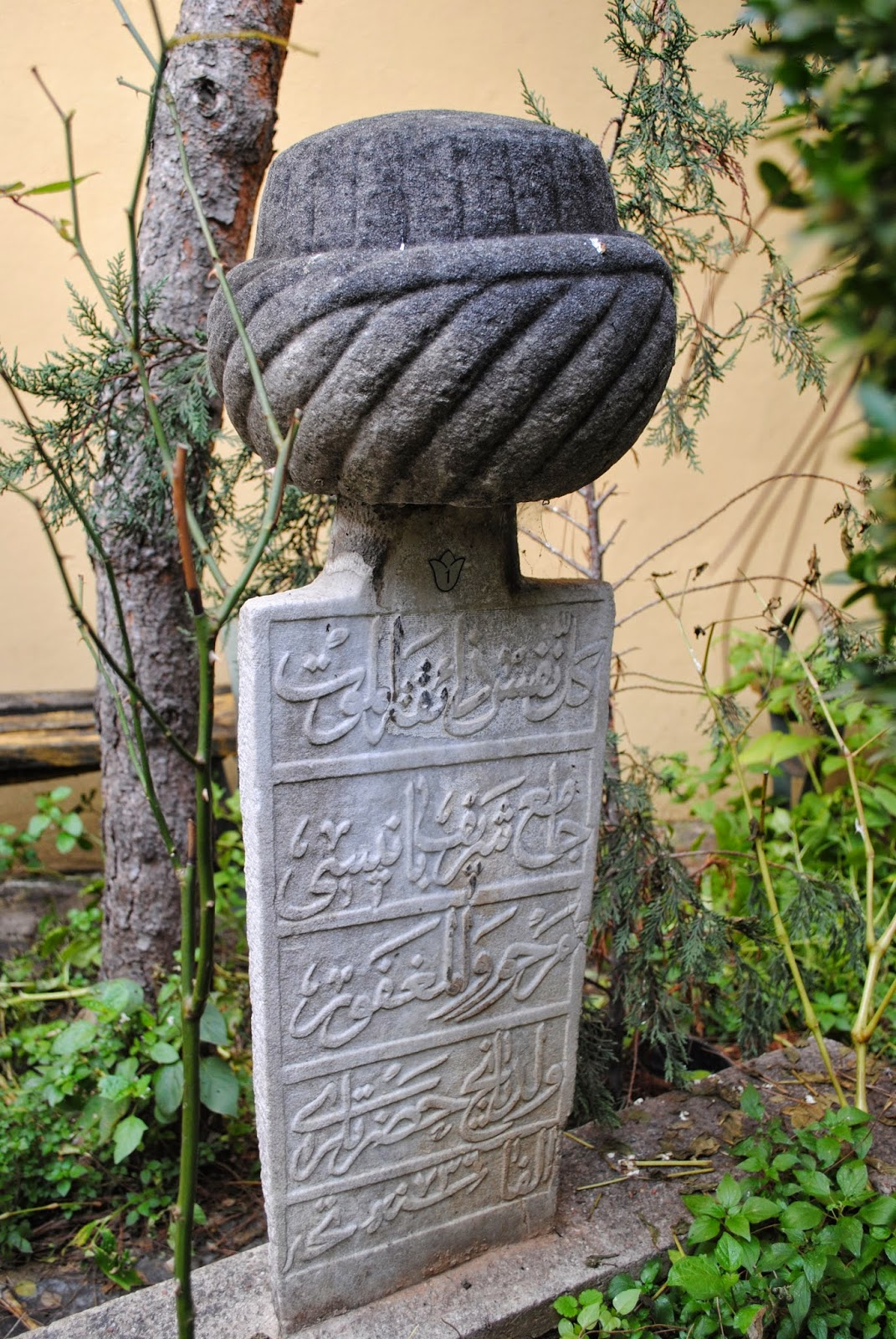
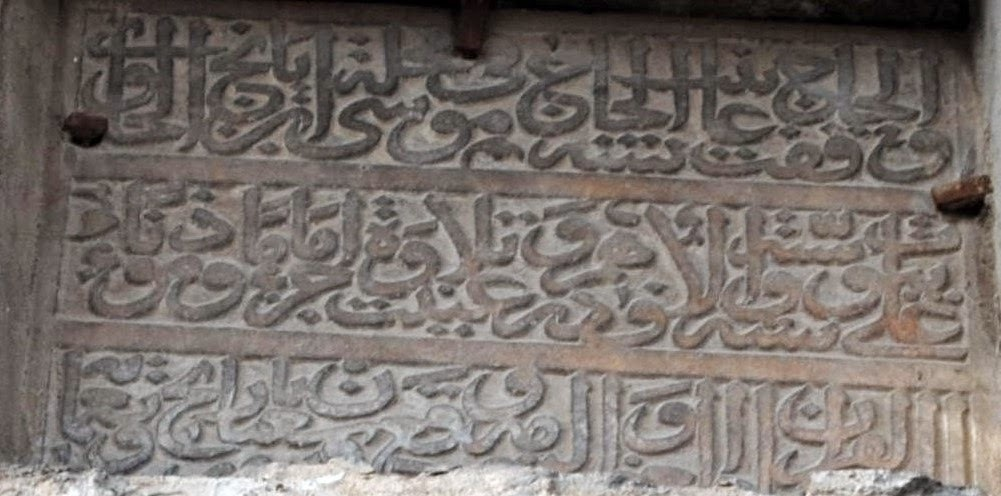
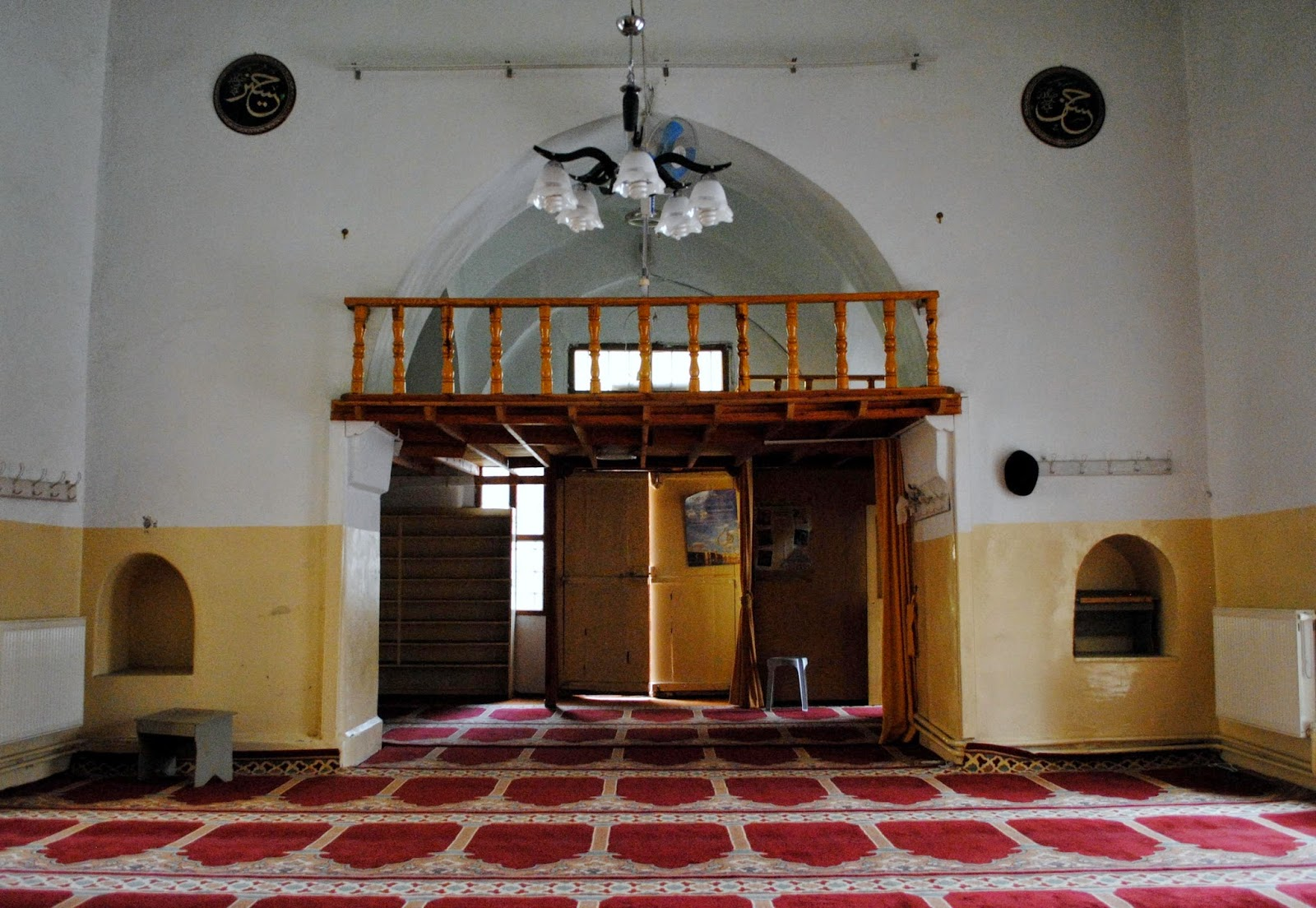